# Mirandopólis
Mirandopólis är en ort i Brasilien.   Den ligger i kommunen Mirandópolis och delstaten São Paulo, i den södra delen av landet, 700 km sydväst om huvudstaden Brasília. Mirandopólis ligger 438 meter över havet och antalet invånare är 23 378.
Terrängen runt Mirandopólis är platt. Mirandopólis är det största samhället i trakten.
Trakten runt Mirandopólis består i huvudsak av gräsmarker. Runt Mirandopólis är det ganska glesbefolkat, med 40 invånare per kvadratkilometer.